# Вербин, Вячеслав Михайлович
Вячесла́в Миха́йлович Ве́рбин (наст. фамилия — Дреер; род. 26 ноября 1941) — советский и российский драматург, сценарист, поэт-песенник.

## Биография
Окончил ЛГИТМиК по специальности «театроведение». Работал заведующим литературной частью Ленинградского Малого театра оперы и балета, Ленинградской академической филармонии имени Д. Д. Шостаковича, Большого театра кукол. Автор пьес и киносценариев, песен для кинофильмов и эстрады, либретто опер и балетов. В соавторстве с Алексеем Яковлевым по мотивам кинофильма «Небесный тихоход» была написана пьеса «Я люблю тебя, эскадрилья!».
 Сотрудничал с композиторами: Сергеем Баневичем, Александром Журбиным, Анатолием Кальварским, Евгением Ростовским, Борисом Синкиным, Владимиром Габаем, Лорой Квинт.
Автор стихов к фильму «Летучая мышь» (1979; совместно с М. Вольпиным).
Член Союза писателей СССР (ныне — Международное сообщество писательских союзов) и Союза театральных деятелей РФ.
Семья: женат, имеет дочь.

## Фильмография
Сценарист
- 1976 — Фердинанд Великолепный
- 1981 — Семь счастливых нот
- 1983 — Смерть Тарелкина (телеспектакль)
- 1984 — Герой её романа
- 1993 — Проклятие Дюран (сериал)

Актёр
- 2000 — Империя под ударом (телесериал) — гость
- 2004 — Те, кто любит, никогда не умирают (телефильм; Франция) — капеллан

## Избранные песни
- «Белая лодка» (музыка Лоры Квинт), исполняет Альберт Асадуллин
- «Баллада о чудесах» (музыка Анатолия Кальварского), исполняет Михаил Боярский
- «Воздушный змей» (музыка Евгения Ростовского), исполняет Михаил Боярский
- «Месье Музыка» (музыка Владимира Габая), исполняет Михаил Боярский
- «На прощанье оглянись» (музыка Евгения Ростовского), исполняет Лариса Долина, Михаил Боярский
- «Переводная картинка» (музыка Владимира Габая), исполняет Михаил Боярский
- «Повезёт» (музыка Бориса Синкина), исполняет Лариса Долина
- «Прощай, мой день!» (музыка Владимира Габая), исполняет Михаил Боярский
- «Фермерское счастье» (музыка Александра Журбина), исполняет Максим Леонидов
- «Цирк едет» (музыка Анатолия Кальварского), исполняет Михаил Боярский[4]